# Lengua de res

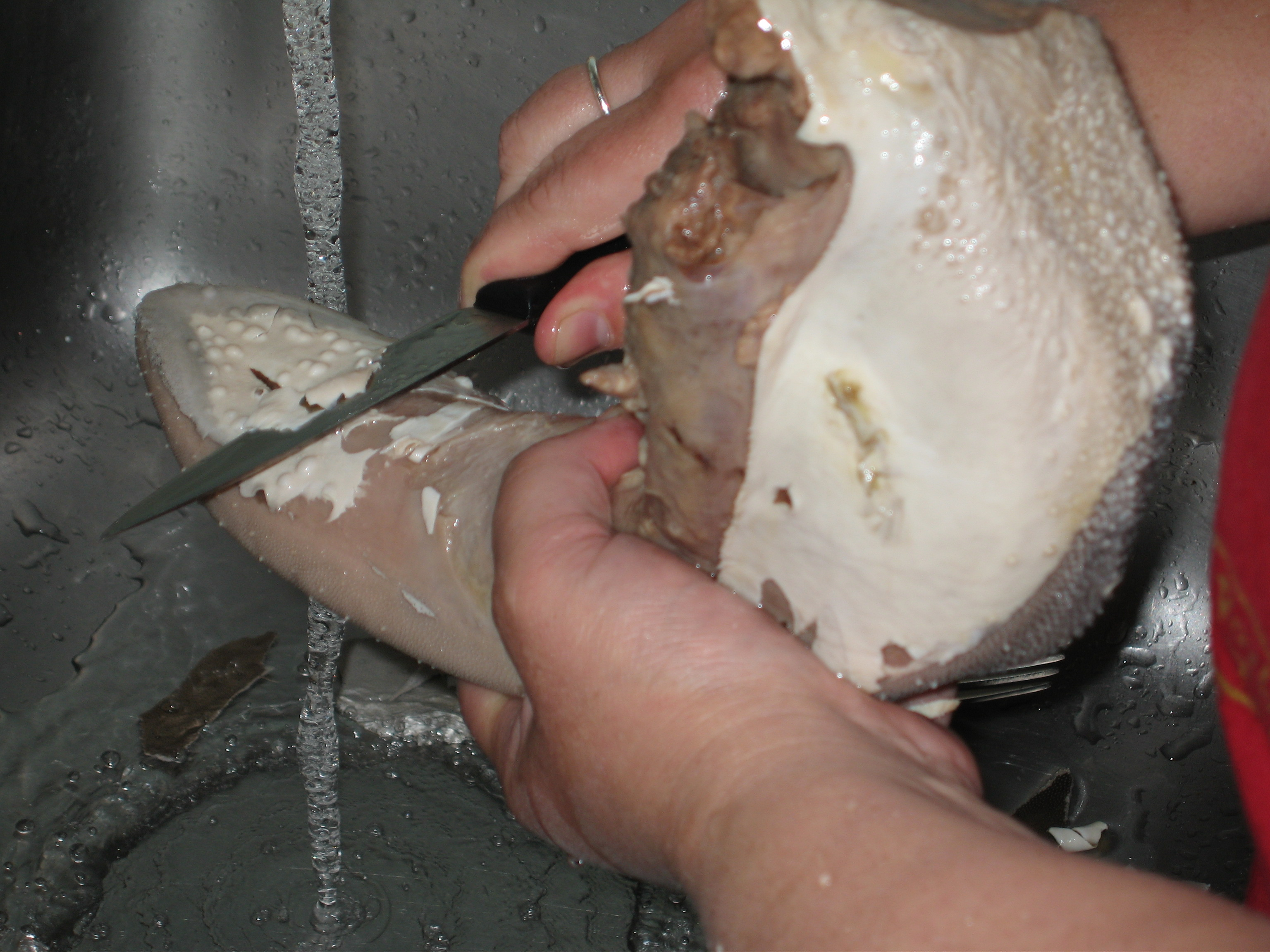
Lengua de vaca cocida.

La lengua de res es un corte de carne de res elaborado con la lengua de la vaca. El consumo humano de lengua de vaca se remonta a los días del Paleolítico donde los cazadores, preferían las porciones grasas incluidas las lenguas, así como los órganos, el cerebro, las patas y la médula. Esta carne se caracteriza por su sabor robusto y su textura tierna. La lengua de res es muy alta en grasa, en casi el 75% de las calorías derivadas. Algunos países, como Canadá, y específicamente la provincia de Alberta, tienen una industria de exportación de grandes cantidades de lengua de vaca.

## En la cocina

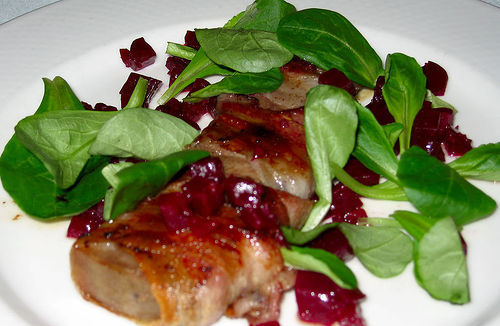
Lengua en Salsa

- Sabor y Textura:  Ofrece un sabor profundo y una textura suave que la distinguen de otras partes de la carne.

- Nutrientes: es rica en proteínas, hierro y otros nutrientes esenciales para una alimentación equilibrada.

- Versatilidad: Permite crear una amplia variedad de platillos, desde tacos y guisos hasta sándwiches y ensaladas.[1]

Es ampliamente utilizada en la cocina mexicana, y con frecuencia se ve en los tacos y burritos (lengua al vapor) de la cocina mexicana, además de la famosa lengua a la veracruzana. Además, la lengua de vaca es una parte de la cocina búlgara (lengua con mantequilla), cocina rumana, cocina alemana, cocina portuguesa, cocina persa, la cocina filipina, la cocina albanesa, cocina británica, cocina rusa, la cocina coreana (hyeomit gui) y cocina japonesa (el plato gyutan originario de la ciudad de Sendai).

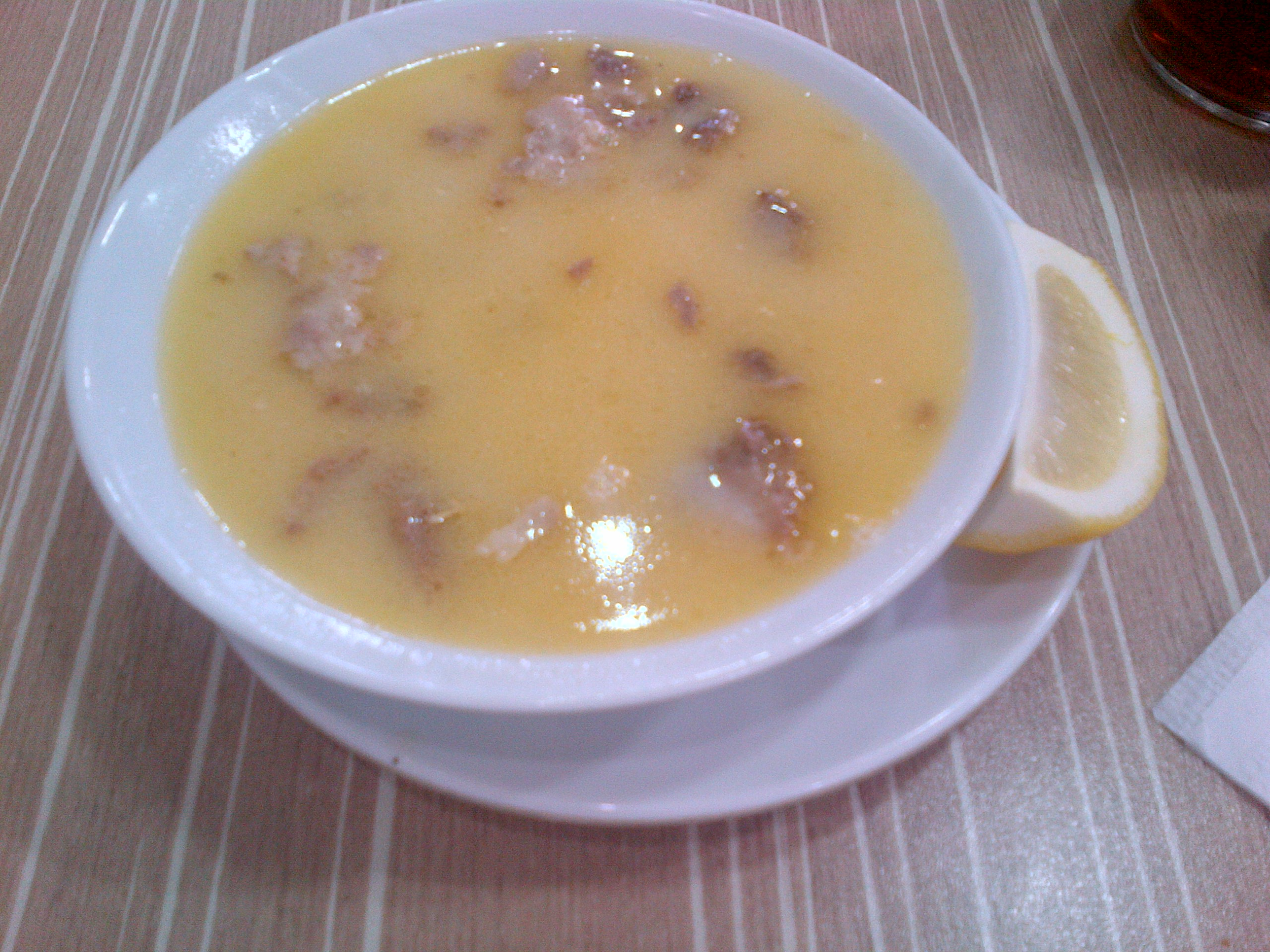
Sopa de lengua (de vaca) en Ankara.

| País / Región            | Preparación de lengua de res                                                                                               |
| ------------------------ | --- |
| América del Norte        | Lengua tostada: sándwich que puede servirse en desayuno, almuerzo, cena o como entremés.                                   |
| Costa Rica               | Hervida y luego sofrita con tomate, cebolla y chile dulce; se consume como parte del casado.                               |
| Perú                     | Preparada como lengua entomatada o estofado de lengua.                                                                     |
| Costa Caribe de Colombia | Preparada en salsa. |
| Argentina                | Preparada a la vinagreta o en escabeche.                                                                                   |
| Turquía                  | Ahumada y vendida en charcuterías; se usa para sándwiches o entremés, fileteada como pastırma. También se prepara en sopa. |